# Luigi Meroni
Luigi Meroni (24. únor 1943 Como, Italské království – 15. říjen 1967 Turín, Itálie) byl italský fotbalový záložník, který zahynul ve 24 letech, když jej srazilo auto.
Fotbalovou kariéru začal v Comu, kde hrál již za mládež. Po dvou sezonách hraných ve druhé lize jej koupil v roce 1962 prvoligový Janov. Zde hrál dvě sezony. I když fanoušci klubu se nechtěli vzdát tohoto velkého talentu, museli nakonec přijmout 300 milionu lir od Turína. Byli to spoustu peněz za 21letého hráče. Byl velice podobný anglickému hráči Bestovi a také hrál s číslem 7. Nejdůležitější branku vstřelil v roce 1967 Interu. Ti totiž tři roky neprohráli domácí utkání. Jeho branka byla vítězná a tak byla vítězná série přerušena.
Dne 15. října 1967 po utkání, když se vracel domů, do něj narazil 19letý fanoušek klubu býků Attilio Romero (budoucí prezident tohoto klubu). Luigi zemřel později v nemocnici ve věku 24 let.
Za reprezentaci odehrál šest utkání a vstřelil dvě branky. Odehrál i jedno utkání na MS 1966.

## Hráčská statistika
| Sezóna  | Klub   | Liga    | Liga   | Liga | Ligové poháry | Ligové poháry | Ligové poháry | Kontinentální poháry | Kontinentální poháry | Kontinentální poháry | Celkem | Celkem |
| Sezóna  | Klub   | Soutěž  | Zápasy | Góly | Soutěž        | Zápasy        | Góly          | Soutěž               | Zápasy               | Góly                 | Zápasy | Góly   |
| ------- | ------ | ------- | ------ | ---- | ------------- | ------------- | ------------- | -------------------- | -------------------- | -------------------- | ------ | ------ |
| 1960/61 | Como   | Serie B | 1      | 0    | IP            | 1             | 0             | -                    | 0                    | 0                    | 2      | 0      |
| 1961/62 | Como   | Serie B | 24     | 3    | IP            | 0             | 0             | -                    | 0                    | 0                    | 24     | 3      |
| 1962/63 | Janov  | Serie A | 15     | 1    | IP            | 3             | 1             | -                    | 0                    | 0                    | 18     | 2      |
| 1963/64 | Janov  | Serie A | 27     | 6    | IP            | 1             | 0             | -                    | 0                    | 0                    | 28     | 6      |
| 1964/65 | Turín  | Serie A | 34     | 5    | IP            | 3             | 0             | PVP                  | 9                    | 3                    | 46     | 8      |
| 1965/66 | Turín  | Serie A | 34     | 7    | IP            | 0             | 0             | Vel.P                | 1                    | 0                    | 35     | 7      |
| 1966/67 | Turín  | Serie A | 31     | 9    | IP            | 3             | 0             | -                    | 0                    | 0                    | 34     | 9      |
| 1967/68 | Turín  | Serie A | 4      | 1    | IP            | 1             | 0             | -                    | 0                    | 0                    | 5      | 1      |
| Celkem  | Celkem | Celkem  | 170    | 32   | -             | 12            | 1             | -                    | 10                   | 3                    | 192    | 36     |

## Hráčské úspěchy

### Klubové
- 1× vítěz italského poháru (1967/68)

### Reprezentační
- 1× na MS (1966)